# Dielocroce chobauti
Dielocroce chobauti är en insektsart som först beskrevs av Robert McLachlan  1898.
Dielocroce chobauti ingår i släktet Dielocroce och familjen Nemopteridae. Inga underarter finns listade i Catalogue of Life.